# بیرکوو
بیرکوو (به چکی: Biřkov) یک منطقهٔ مسکونی در جمهوری چک است که در ناحیه کلاتووی واقع شده‌است. بیرکوو ۵٫۵۱ کیلومتر مربع مساحت و ۱۳۳ نفر جمعیت دارد و ۴۱۸ متر بالاتر از سطح دریا واقع شده‌است.